# Будинок-корабель (Чернівці)
Будинок-корабель (також «Шифа», від німецького Schiff — корабель) — пам'ятка архітектури місцевого значення в Чернівцях. 

## Розташування
Розташований у м. Чернівці, перетин вулиць Головної та Шолом-Алейхема (Чернівці, Головна, 25 — Шолом Алейхема, 1).

## Інформація
Дім-корабель — родзинка всіх архітектурних пам'яток Чернівців, розташована при перетині вулиць Головної та Шолом-Алейхема. Це один із перших кам'яних будинків, споруджений наприкінці XIX століття, який і досі називають на старий манір — «шифа», що в перекладі з німецької означає корабель. 
Будинок нагадує корабель. Звужений фасад наче ніс корабля спрямований на південь, палуба на другому поверсі у вигляді просторого балкону і маленька башта, що нагадує щоглу, безумовно, створюють в уяві жителів та гостей міста цікавий образ шедевру суднобудування та викликають зацікавленість у його історії.

Будинок-корабель — досить відома будівля в Чернівцях. Легенда говорить, що його побудував багатий торговець для свого брата моряка. Правда це чи ні, але будинок виглядає насправді дуже ефектно. 